# Bramstedt
Bramstedt (Platduits: Braamst) is het qua oppervlakte grootste ortsteil van de Duitse gemeente Hagen im Bremischen in de deelstaat Nedersaksen. 
Tot 1 januari 2014 was Bramstedt een zelfstandige gemeente en maakte het deel uit van de Samtgemeinde Hagen.
Deze gemeente bestond uit:
- Bramstedt zelf
- Harrendorf
  - Finna
  - Finnaer Berg
- Lohe
- Wittstedt.

Bramstedt ligt in het noordoosten van de gemeente Hagen im Bremischen, gekenmerkt door wat hoger gelegen hoogveen-, laagveen- en zanderig geestland; dit land doet aan de Nederlandse provincie Drenthe denken, mede vanwege de aanwezige hunebedden. Bramstedt grenst in het noordoosten aan Beverstedt.

## Geschiedenis
Het gebied is al sinds de Jonge Steentijd bewoond geweest. Dragers van de Trechterbekercultuur (3500-2800 v.Chr.) richtten er hunebedden op, waaronder het goed bewaard gebleven Großsteingrab Wittstedt. In de eerste eeuwen van de jaartelling woonden in deze streek Germanen, en wel Chauken; dit volk ging in de vroege middeleeuwen op in het stammenverbond van de Saksen.
De huidige evangelisch-lutherse  Sint-Jacobuskerk in Bramstedt is gebouwd in 1781, kort nadat een voorganger uit 1750 was afgebrand. De eerste kerk is waarschijnlijk al in de tiende eeuw gebouwd.

## Afbeeldingen

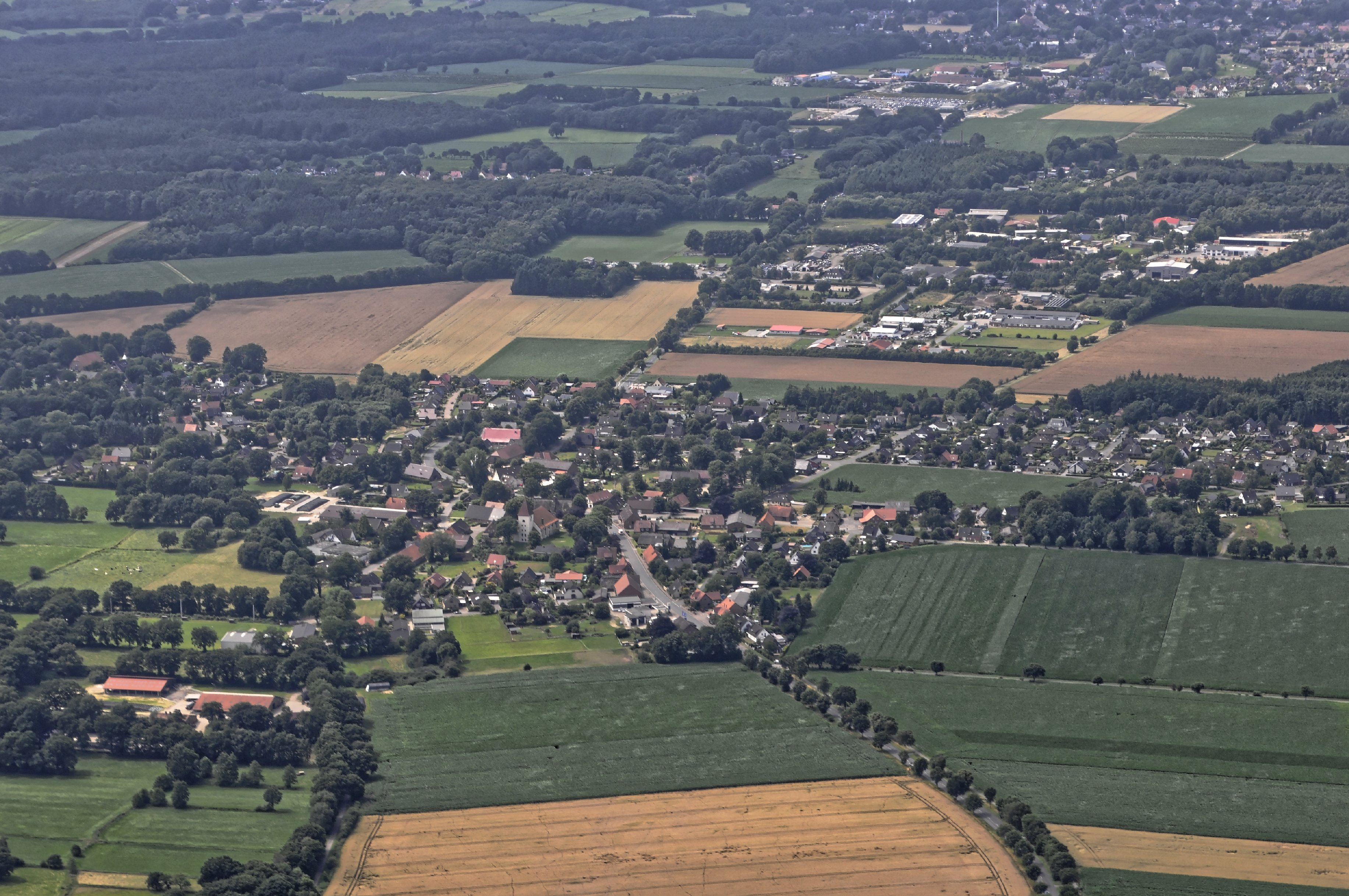
Luchtfoto van Bramstedt (2015)
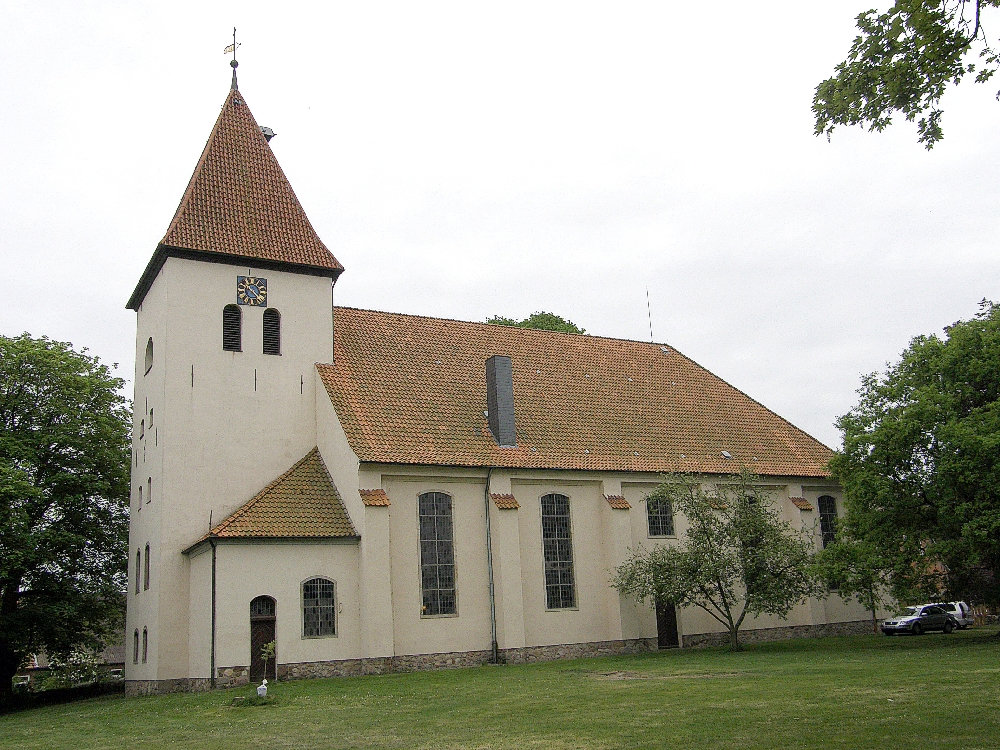
Bramstedt, Sint-Jacobskerk (ca. 1781)
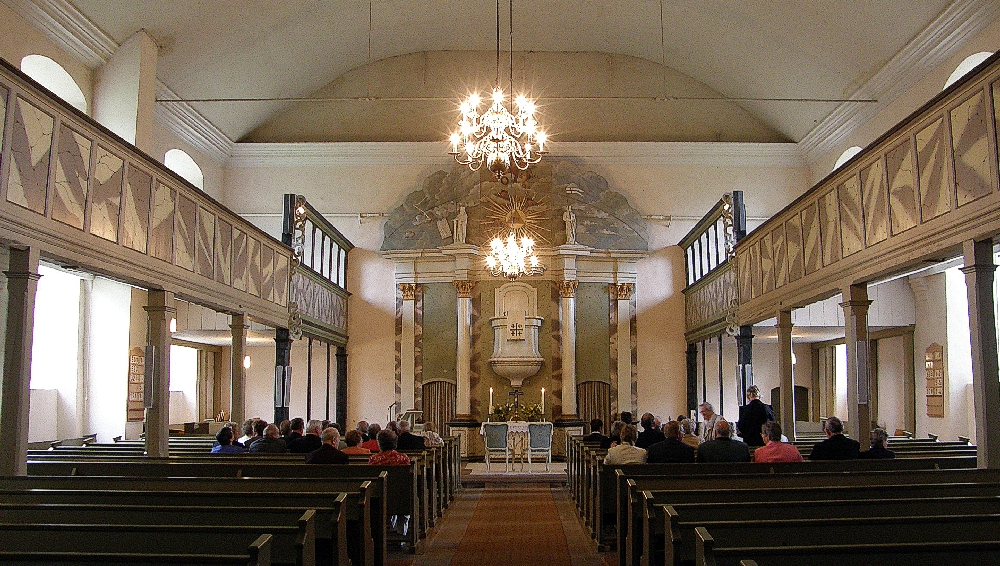
Interieur van dit kerkgebouw
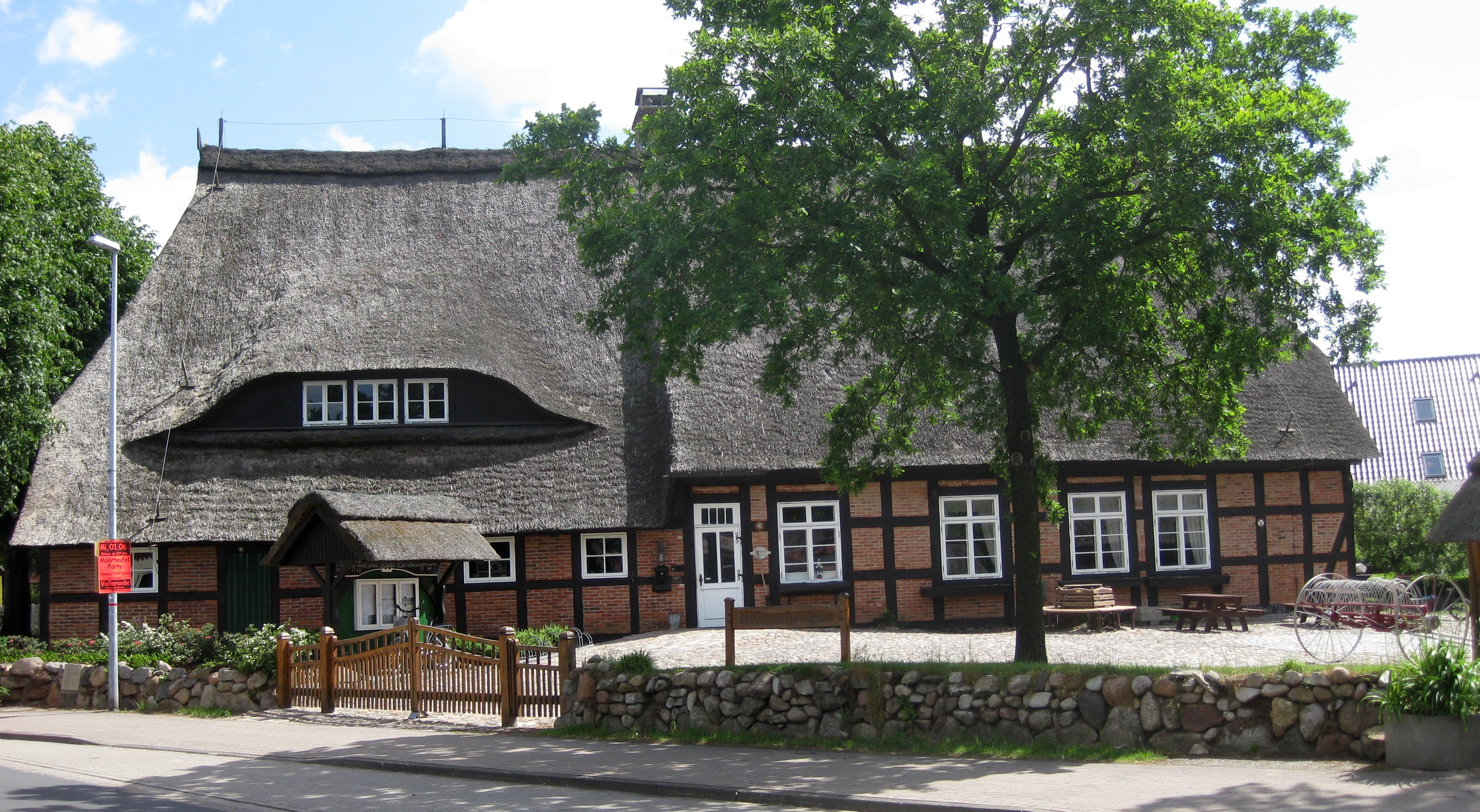
Bramstedt, Heimathaus (bouwjaar 1870; kulturhus annex dorpsmuseum)
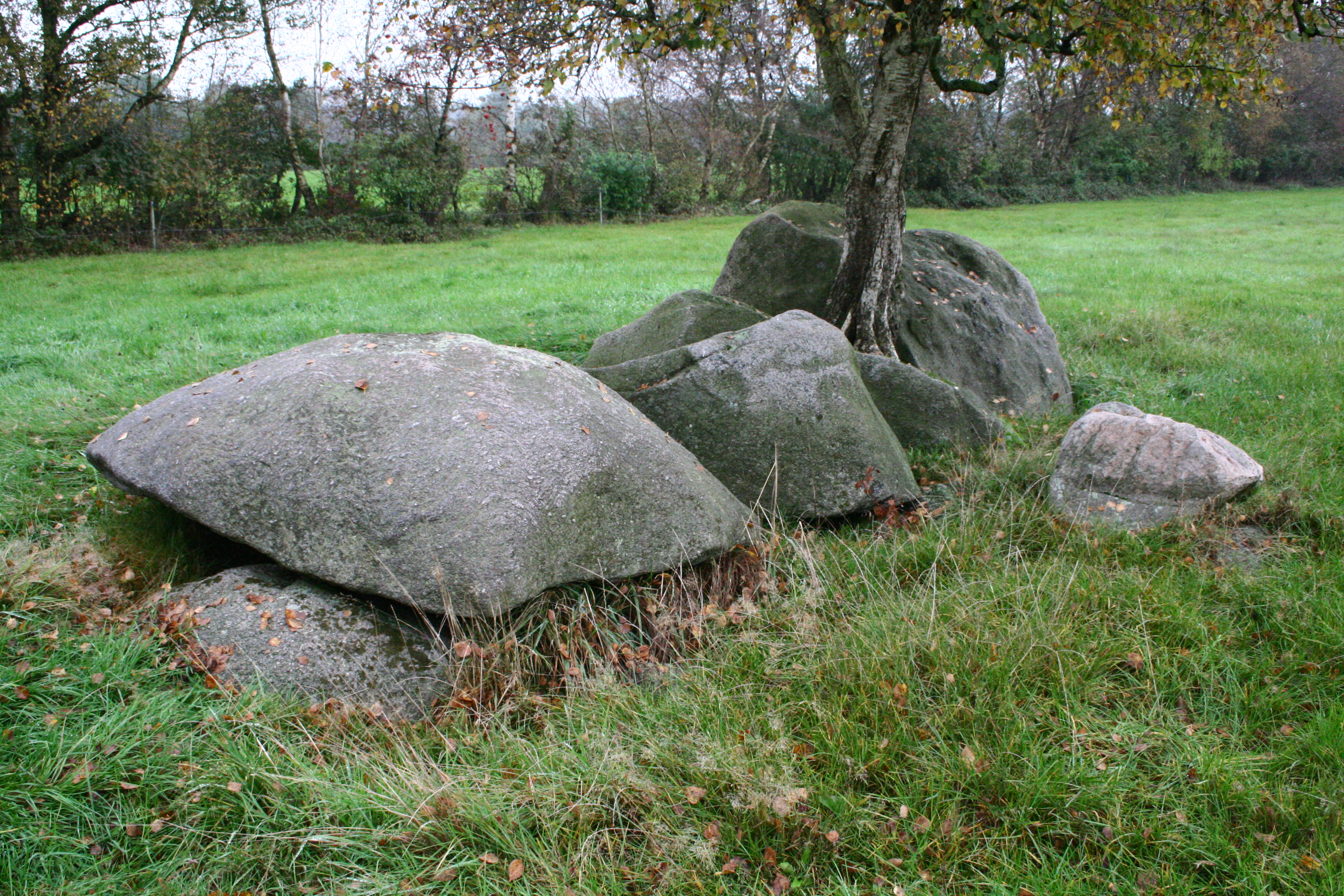
Hunebed Großsteingrab Wittstedt (Sprockhoff-nr. 618)